# Kongeriget Mysore
 For alternative betydninger, se Mysore (flertydig). (Se også artikler, som begynder med Mysore)
Kongeriget Mysore (kannada: ಮೈಸೂರು ಸಂಸ್ಥಾನ (tr. maisūru saṃsthānavar)) var en stat og en fyrstestat i det sydlige Indien, der eksisterede fra 1300-tallet til 1947. Dets område lå mellem Mumbai og Chennai i de nuværende indiske delstater Kerala, Karnataka, Andhra Pradesh og Tamil Nadu. Det blev regeret af monarker fra Wodeyar-dynastiet, hvis herskere havde titel af maharaja. Hovedstæder var byerne Mysore, Srirangapatna og Bangalore.